# 양자형
양자형(洋紫荊, 학명: Bauhinia × blakeana 바우히니아 블라케아나[*]) 또는 홍콩란(香港蘭)은 콩과의 소교목이다. 난초나무(B. variegata)와 자주난초나무(B. purpurea)의 잡종으로, 1880년 홍콩동식물공원에서 육종되었으며, 1914년부터 홍콩 전역에서 심기 시작했다. 양자형 꽃은 홍콩의 상징으로, 홍콩의 기와 문장 및 홍콩 달러 동전 등에 꽃 모양이 쓰인다.

## 사진

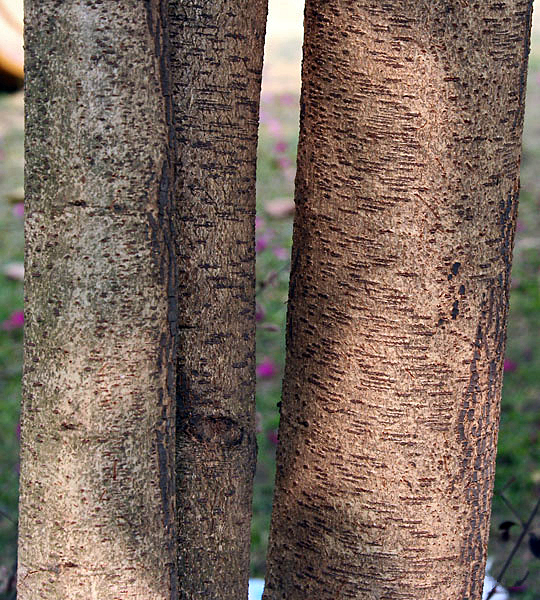
나무줄기
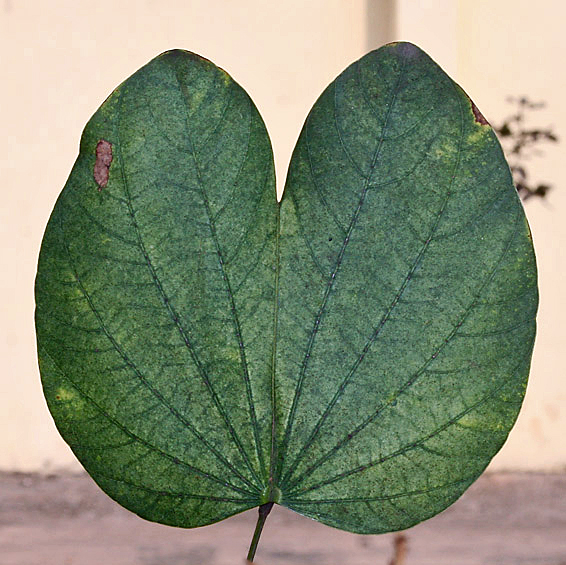
잎
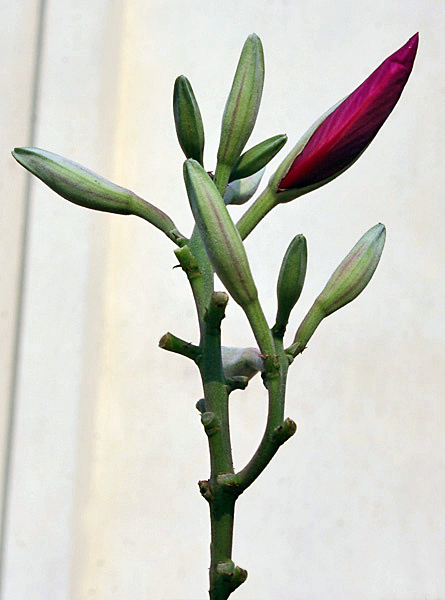
꽃봉오리
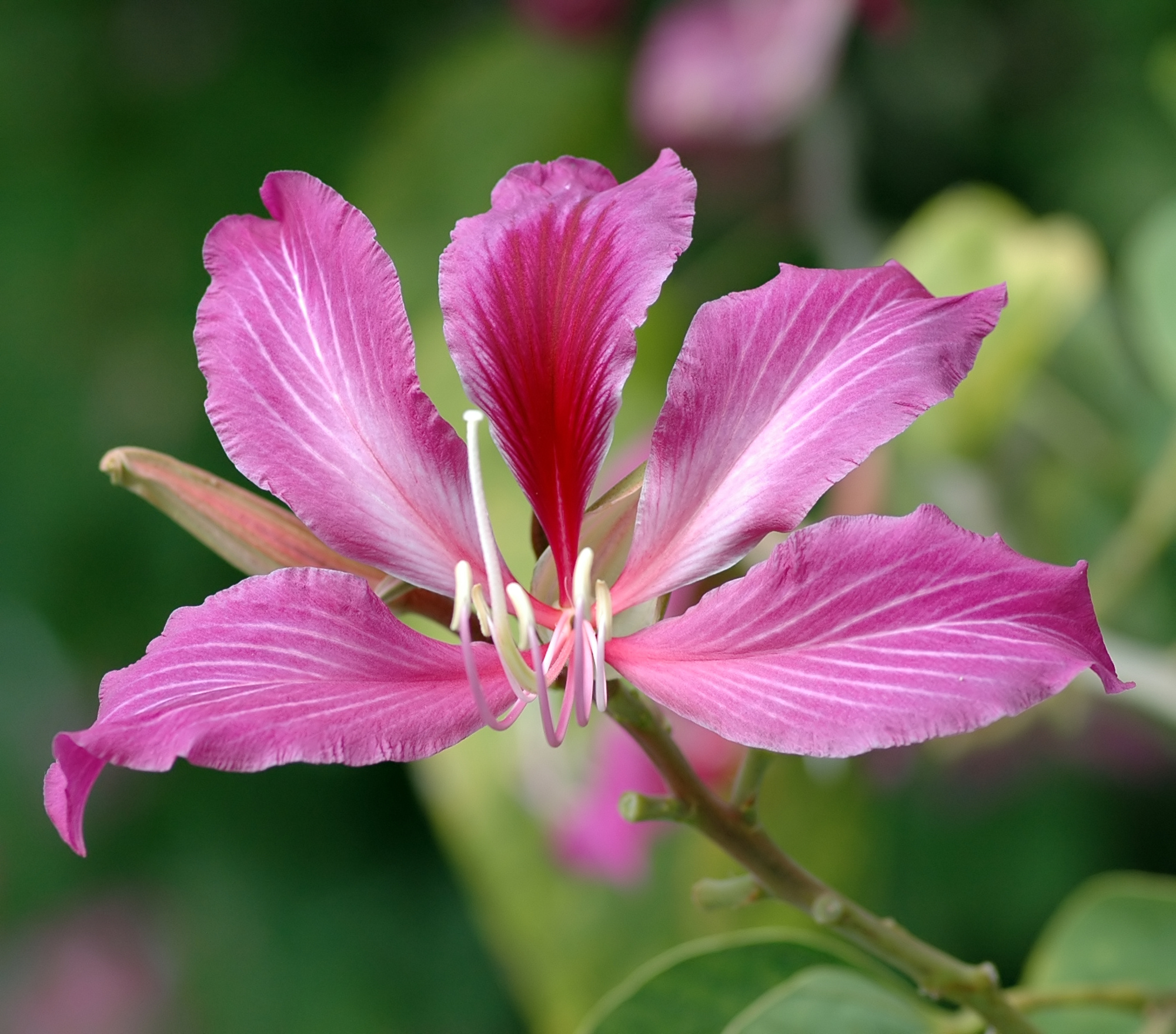
꽃
양자형 꽃이 그려진 홍콩의 기